# Chow-Chow
Der Chow-Chow ist eine von der FCI anerkannte chinesische Hunderasse, deren Rassestandard in Großbritannien entwickelt wird (Patronat) (FCI-Gruppe 5, Sektion 5, Standard Nr. 205).

## Herkunft und Geschichtliches
Der aus China kommende Gebrauchshund gehört zu den nordischen Hunden vom Spitztyp. Vermutlich kam er über Sibirien und die Mongolei in das Kaiserreich China. Sein chinesischer Name ist 鬆獅犬 / 松狮犬,  sōngshīquǎn – „aufgeplusterter Löwenhund“. Die Chinesen nennen den Hund auch Shih-Tzu – 獅子犬 / 狮子犬,  shīziquǎn – „Löwenhund“ A, Xiaoxiao – 獢獢,  xiāoxiāo, Xiexie – 猲猲,  xiēxiē, Hsiung Kou – 熊狗,  xiónggǒu – „Bärenhund“ und Hei she (黑舌,  hēishé – „Schwarze Zunge“).
Der Chow-Chow zählt zweifelsfrei zu den urtümlichen Hunderassen. In bis ins elfte Jahrhundert vor Christus zurückreichenden Chroniken haben Historiker Beschreibungen eines Hundetyps gefunden, der die Merkmale der heutigen Rasse schon beschreibt: schwergebaut, mit bürstigem Haar, völlig geraden Hinterläufen und einer blauen Zunge.

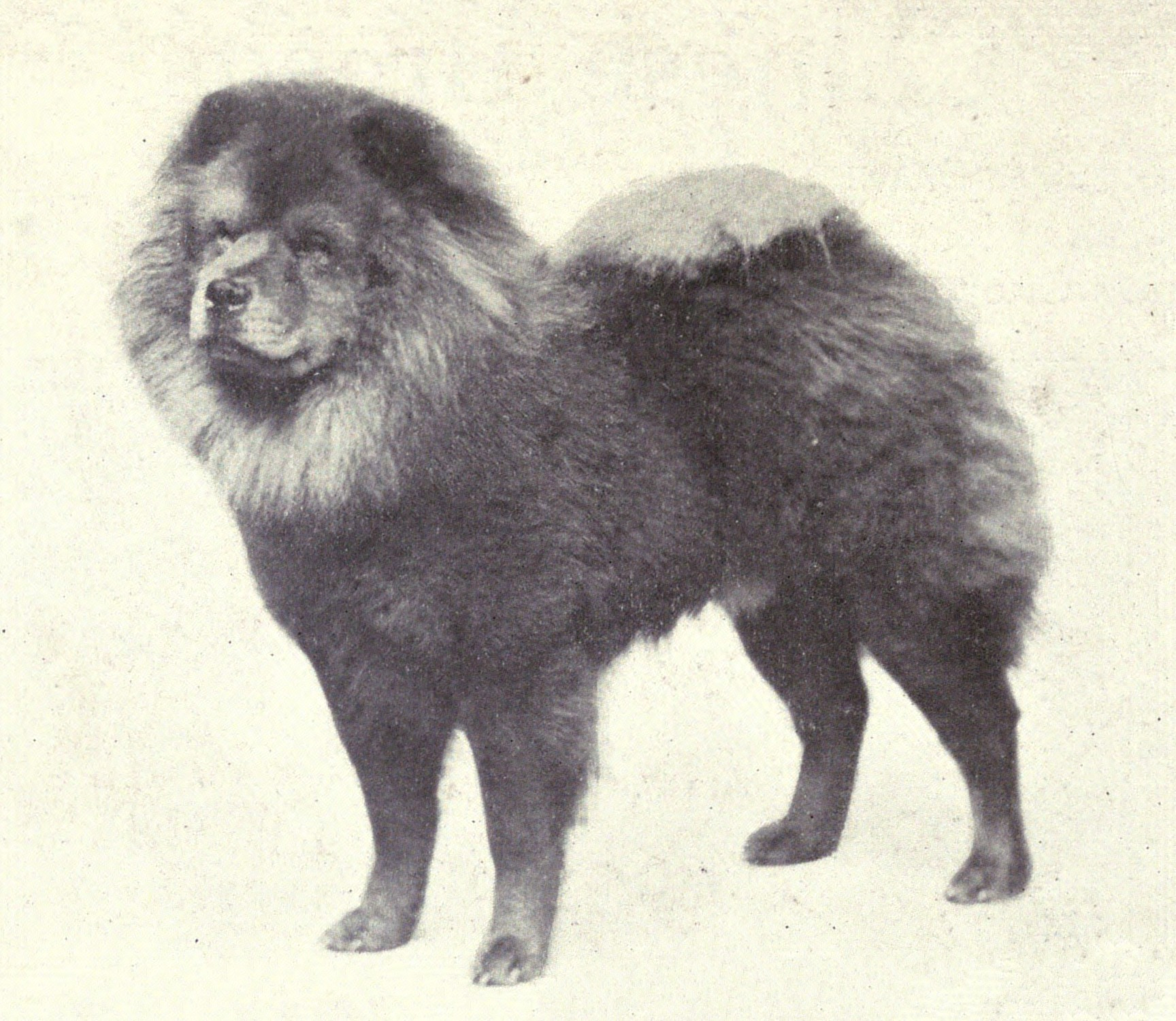
Ein Chow-Chow aus dem Jahr 1915.

In seiner Heimat China führte er kein Luxusleben wie andere chinesische Rassen. Man hielt aber sehr viele Chows am Kaiserhof als Schmucktiere. Der Hund des Volkes wurde, wie der ihm verwandte Laika, in den nördlichen Provinzen als Schlittenhund und zur Jagd verwendet. Auch als Hütehund beschäftigte man ihn.
1880 kam er nach Europa, 1887 begann in England die Zucht, und 1894 wurde er vom britischen Kennel Club anerkannt. Er wurde auch zum Luxushund (Auch Königin Victoria hielt einen Chow-Chow).
Da zur Züchtung des Eurasiers – neben Samojeden und Wolfsspitzen – auch Chow-Chows eingesetzt wurden, handelt es sich hier um sehr enge Verwandte.
Laut 2010 veröffentlichten genetischen Analysen der Einzelnukleotid-Polymorphismen von 912 Hunden und 225 Grauwölfen gehören Chow-Chows zu den Hunden, bei denen starke Hinweise auf eine spätere Beimischung von Grauwölfen in ihrer Geschichte gefunden wurden. Beim Chow-Chow wurden (wie beim Dingo, dem Akita Inu und Shar Pei) Hinweise auf eine Beimischung von Chinesischen Wölfen gefunden. Beim Chow-Chow und dem Dingo sogar weit mehr als erwartet. Zugleich gehören Chow-Chows zu den Hunden, welche von den meisten anderen untersuchten Rassen sehr stark genetisch abgegrenzt sind und als altertümliche Rassen (im Original ancient breeds) bezeichnet werden. Innerhalb dieser Hunde gehören Chow-Chows, zusammen mit dem Neuguinea-Dingo, dem Akita Inu, dem Dingo und dem Shar-Pei zur so genannten „Asiatischen Gruppe“.

### Namenserklärung
Die Rassebezeichnung Chow-Chow stammt vermutlich von einer Umschrift der chinesischen Sprache der heute selten gewordenen chinesischen Bezeichnung Xiaoxiao – 獢獢,  xiāoxiāo, Jyutping hiu1hiu1 A für diese Hunderasse. Es ist vielleicht auch eine Verballhornung des chinesischen „Gou“, ausgesprochen „Kou“ oder „Kau“, was einfach Hund bedeutet. Eine weitere Vermutung geht in Richtung Pidgin-Englisch, einer Mischsprache aus englischen, portugiesischen, chinesischen und malaiischen Worten, einer Art Handelssprache: Tschau-tschau bedeutet demnach Leckerbissen. Tschau-tschau sei auch der Name für Ingwer, der von Chinesen gehandelt und daher Tschau-tschau genannt wurde. Dieser Spitzname wurde dann auch für den Hund übernommen.
Anmerkung

## Beschreibung

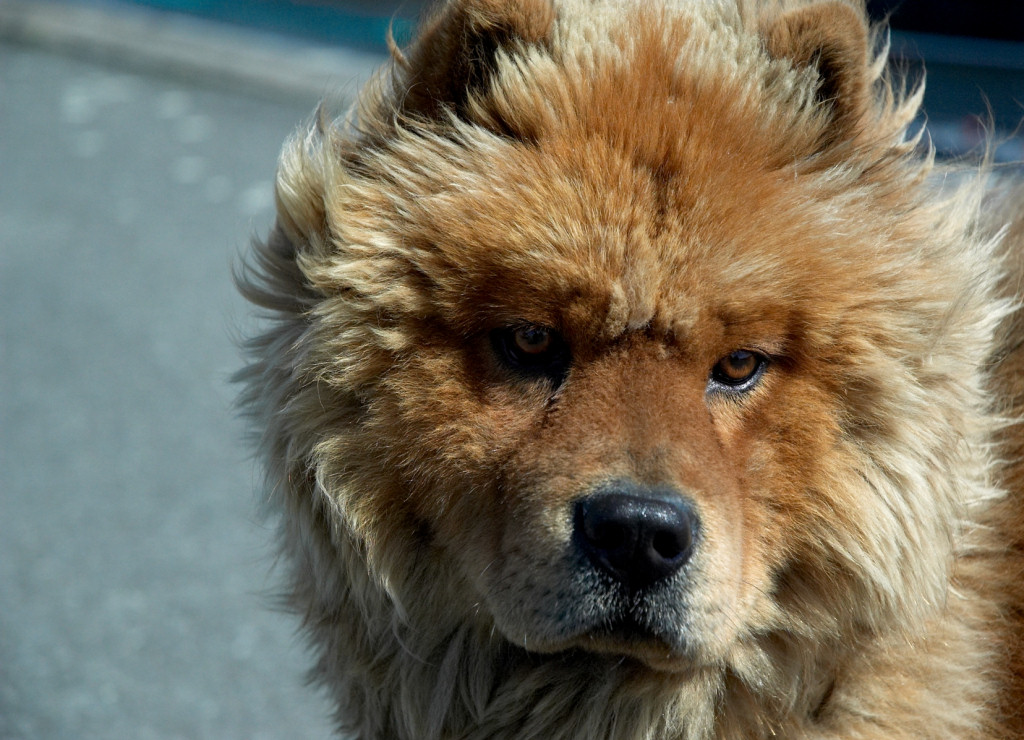
Ein heutiger Chow-Chow mit glatten Gesichtszügen.

Das besondere Kennzeichen des Chows sind die blauen Lefzen und Zunge, auch der Gaumen hat diese Farbe. Der Chow-Chow wird bis 56 cm groß, kann bis zu 30 kg schwer werden und wird in zwei Felltypen gezüchtet: lang- oder kurzhaarig, stehend, bei Kurzhaar plüschartig. Das Fell ist jeweils einfarbig schwarz, rot, blau, rehfarben, zimt, creme oder weiß, jedoch nicht gefleckt oder gescheckt, sondern mit einem seitlichen Nacken„sattel“ des roten und des zimtfarbenen Chow-Chows; Unterseite der auf dem Rücken aufliegenden und mit einem Häkchen endenden Rute und Behosung der Schenkel häufig heller bis cremeweiß. Die Ohren sind klein, dick, an den Spitzen leicht gerundet, steif aufrecht. Die Rute ist hoch angesetzt und wird über dem Rücken getragen.

## Wesen
Der Chow-Chow ist ein zurückhaltender, ruhiger Hund, trotzdem ein sehr guter Wächter. Er zeigt Treue gegenüber seinem Besitzer und Freund. Meist zeigt er sich sehr selbstbewusst, Fremden gegenüber ist er distanziert.

## Gesundheitliche Aspekte
Beim Chow-Chow sind verkleinerte rote Blutkörperchen (Mikrozytose) physiologisch.